# عدد ویسنبرگ
عدد ویسنبرگ(به انگلیسی: Weissenberg number) یک عدد بدون بعد می باشد که در توصیف سیالات ویسکوالاستیک کاربرد دارد.این عدد به افتخار فیزیک‌دان اتریشی کارل ویسنبرگ(به انگلیسی: Karl Weissenberg) نامگذاری شده‌است.این عدد با نماد {\displaystyle Wi} یا {\displaystyle We} نمایش داده می‌شود و به صورت زیر تعریف می شود:
{\displaystyle {\text{Wi}}={\dot {\gamma }}\lambda .\,}